# Васил Паница
Васил Димитров Паница е български политик от Демократи за силна България (ДСБ).
Роден е на 29 април 1947 г. в Пловдив. Завършва медицина във ВМИ - Пловдив през 1971 г. През 1972 г. работи в Окръжна болница - Хасково. От 1973 г. до 2001 г. работи като хирург и преподавател по обща и сърдечно-съдова хирургия във ВМИ – Пловдив. Има специалности по обща и съдова хирургия.
От 1997 г. е доцент към катедрата по сърдечно съдова хирургия. През 1979–1980 г. специализира във Франция, а през 1992 г. в Монте Карло (Монако).
Член е на Северно-Американската асоциация по сърдечна електростимулация и електофизиология, Нюйоркската академия на науките и Европейската асоциация по изкуствени органи.
От юни 2001 г. e народен представител от Обединените демократични сили (ОДС) от 16 МИР-Пловдив в XXXIX народно събрание. Член на Комисиите по здравеопазване и европейска интеграция.
През 2004 г., след оттеглянето на група депутати начело с Иван Костов от Съюза на демократичните сили (СДС), е сред основателите на Демократи за силна България и е избран за член на Националното ръководство на партията. От 2005 г. е депутат в XL народно събрание и член на Комисията по здравеопазването и Комисията по земеделието и горите.
Женен, с един син.